# ワタボウシタマリン
ワタボウシタマリン（Saguinus oedipus）は、哺乳綱サル目（霊長目）オマキザル科タマリン属に分類されるサル。別名ワタボウシパンシェ。

## 分布
コロンビア北西部

## 形態
体長24-30センチメートル。体重0.4-0.6キログラム。頭頂部の羽毛は肩まで伸長するが（冠毛）、顔は短い体毛で被われる。和名は冠毛に由来し、英名（Cotton-top＝綿の前髪の意）や独名Lisztaffe（作曲家フランツ・リストのように見える）も冠毛に由来する。頭部や顔の毛衣は白い。頸部から肩にかけての毛衣は明褐色。背面の毛衣は黄褐色や灰黄色。腹面や四肢の毛衣は白や黄白色。尾の毛衣は基部やその周辺が赤橙色や褐色で、先端は黒い。
顔や耳介の皮膚は黒く、耳介には体毛がなく裸出する。

## 生態
熱帯雨林に生息するが、二次林や疎林などにも生息する。昼行性。8-10ヘクタールの行動圏内で生活する。主にペアと幼獣からなる1-19頭の家族群を形成して生活するが、行動圏内に幼獣や別の群れから侵入した若い個体からなる群れも形成することもある。
食性は動物食傾向の強い雑食で、昆虫、樹脂、花、果実などを食べる。
繁殖形態は胎生。1回に2頭の幼獣を年に2回に分けて産む。オスも育児を行う。

## 人間との関係
種小名oedipusはオイディプス王に由来する。仏名およびタマリン属でも本種のみに用いられる英名、別名のpincheはBuffonが命名して広めたとされ、ペルー北東部でのサルの呼称に由来する。
開発による生息地の破壊、過去にはペット用や実験用の乱獲により生息数が減少している。野生の生息数は1000匹以下とみられ、「世界で最も絶滅の危機に瀕している霊長類25種（The World's 25 Most Endangered Primates）」の1種に数えられている。

## ギャラリー

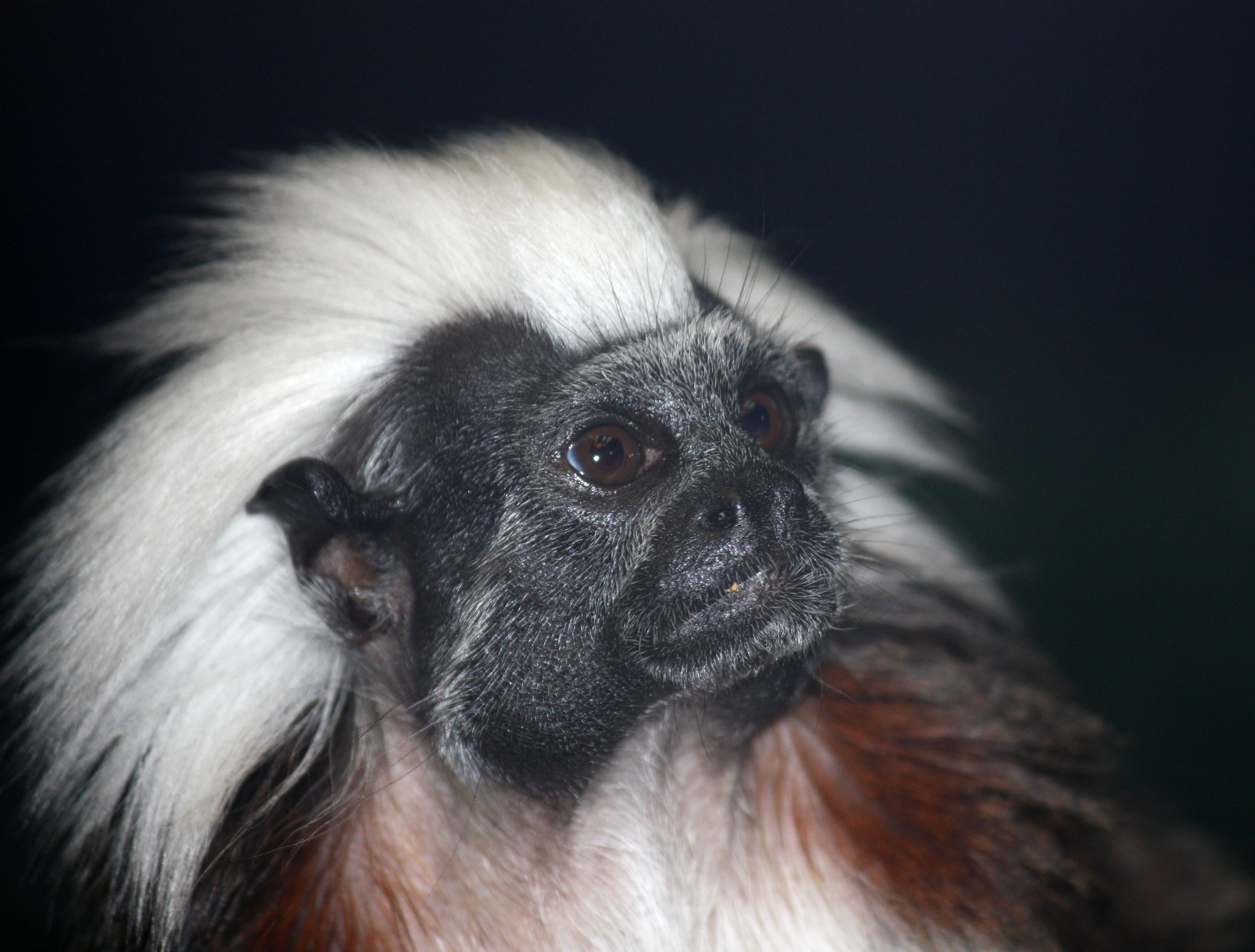
顔
- 上野動物園でエサを食べる様子（動画）